# Хари Арабян
Хари Норхаик Арабян (на арменски: Հարրի Արաբյան) е български скулптор от арменски произход.

## Биография
Роден е на 19 януари 1959 г. в Бургас. През 1992 г. завършва Скулптура в Националната художествена академия при проф. Любен Прахов. Прави множество самостоятелни изложби и участва в почти всички общи художествени изложби, които са организирани от Съюза на българските художници.
Автор е на паметника на жертвите от геноцида над арменския народ в Бургас.
Негови творби са притежание на Националната художествена галерия в София и в частни колекции в България, Франция, Белгия, Израел, САЩ, Германия, Канада, Италия, Великобритания и др.